# Sir Mantis

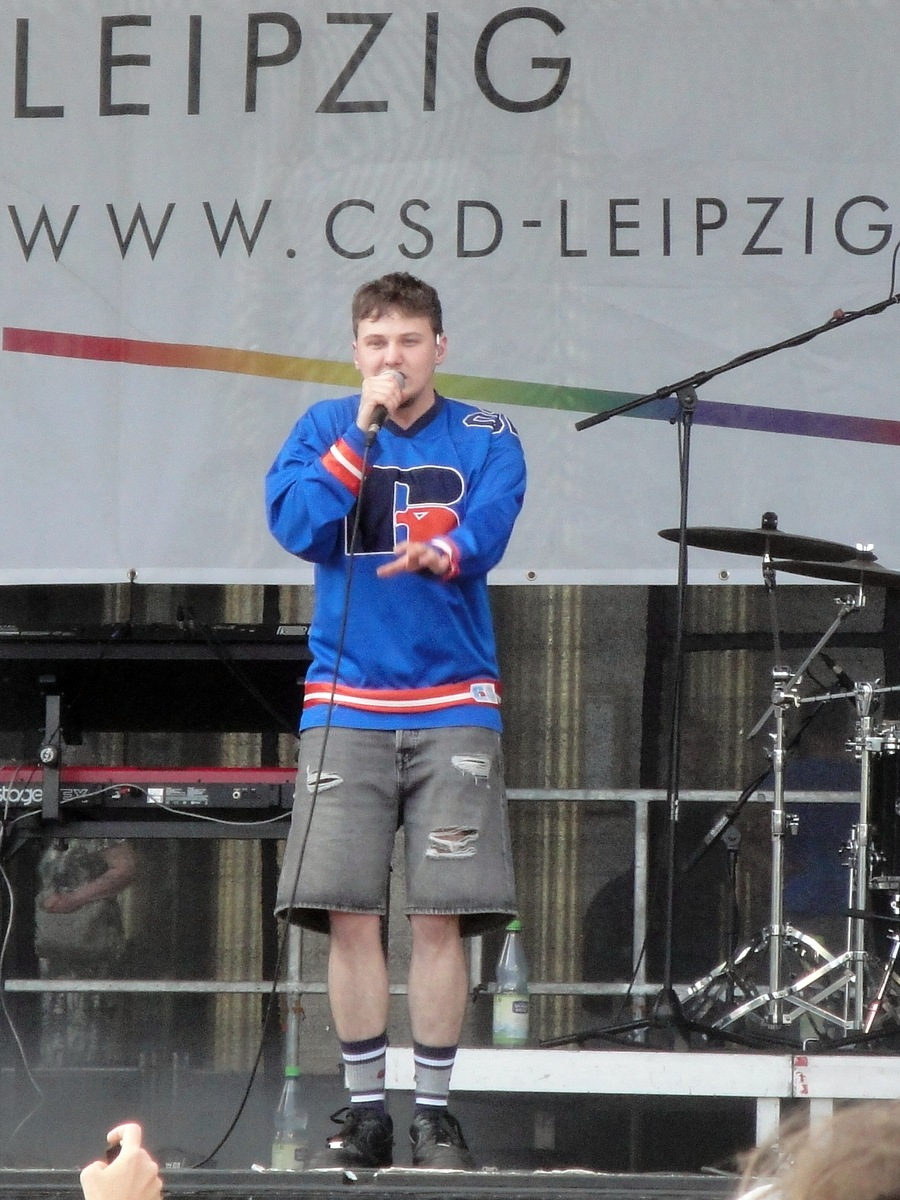
Sir Mantis auf der Bühne beim Christopher-Street-Day 2025 in Leipzig

Sir Mantis (* 1995 oder 1996) ist ein deutscher Rapper und Musikproduzent aus Leipzig. Er gilt als erster Trans-Mann im deutschen Rap.

## Leben
Sir Mantis wuchs in prekären Verhältnissen in einer Arbeiterfamilie in Braunschweig auf. Im Alter von 15 Jahren verließ er seine Familie und lebte ab dann überwiegend in Jugendhilfeeinrichtungen. Dort machte er seinen Hauptschulabschluss und zog später nach Leipzig. Dort machte er eine Ausbildung in Metalltechnik.
Unter dem Pseudonym Jennifer Gegenläufer machte er sich einen Namen als Battlerapper. Zu dieser Zeit begann er politische Themen und Themen der LGBT in seinen Songs zu verarbeiten. Am 10. September 2015 veröffentlichte er seine erste EP Positionen über das Berliner Label Springstoff.
Anschließend begann er an seinem Debütalbum zu arbeiten. Jedoch fielen die ersten Aufnahmen in die Phase seiner Transition, so dass er Teile des Albums neu aufnehmen musste, da das Testosteron zu einem Stimmbruch führte. Sein Pseudonym wechselte er daraufhin auch zu Sir Mantis. Das Debütalbum erschien schließlich am 26. August 2022 als LP sowie als digitales Album über Springstoff. 2024 erschien seine Floating EP, die er komplett selbst produzierte.
Neben seinen eigenen Songs arbeitet er außerdem als Toningenieur und Musikproduzent in einem Studio in Halle (Saale) mit Newcomern aus ganz Deutschland.

## Musikstil
Musikalisch ist Sir Mantis vom Battlerap geprägt. Mit 13 Jahren sammelte er erste Erfahrungen in Cyphers und bei Battlerap-Duellen; Hip-Hop-Formationen, wie unter anderen K.I.Z und Zugezogen Maskulin, beeinflussten seinen Stil. Sookee, mit der er häufig auftrat, bezeichnete er als „authentischste Rapperin“. Daneben ist er auch geprägt von der UK-Szene um Skepta und Kim Petras.
Seine Texte enthalten viele Punchlines und er ist dem Dissen nicht abgeneigt. Insbesondere teilt er häufig gegen den homophoben Teil der Deutschrap-Szene aus. Seine meist aggressiven Beats produziert er häufig selbst. Technisch ist er für seine Punches und Doubletime-Passagen bekannt. Einige Songs sind dagegen emotionaler und langsamer gehalten.

## Aktivismus
Sir Mantis versteht sich als „T“ in FLINTA*, möchte allerdings nicht auf sein Transsein reduziert werden. Über seine Transerfahrungen berichtet er offen, unter anderem im Buch Awesome Hip-Hop Humans sowie im Missy Magazine, das ihm in der August/September-Ausgabe die Titelgeschichte widmete. Zudem engagiert er sich für Feminismus und gegen Homophobie.

## Diskografie
Alben
- 2022: 180 Grad (Springstoff)

EPs
- 2015: Positionen (Springstoff, als Jennifer Gegenläufer)
- 2024: Floating EP (Springstoff)